# Axos
Axos (en griego, Αξός) es una comunidad local y un pueblo griego del municipio de Milopótamos, en Creta. En 2011 la comunidad tenía una población de 424 habitantes y el pueblo 385. En ella se encuentran restos de la antigua ciudad de Oaxo o Axo (en griego, Ὄαξος, Ϝάξος o Ἄξος).

## Historia y arqueología
El nombre de la ciudad está documentado en tablillas micénicas de lineal B bajo la forma e-ko-so. Un primer asentamiento al sureste de la moderna aldea de Axos fue construido en una colina a 600 m de altitud, en el periodo minoico tardío IIIC. Sin embargo, apenas se han conservado restos de esta primera época, aunque algunos fragmentos de cerámica muestran que hubo presencia en el lugar durante la Edad Oscura. Posteriormente estuvo habitada desde el período geométrico hasta el período bizantino.
Las primeras excavaciones fueron realizadas en 1899 por la Escuela Arqueológica Italiana. Con respecto a los hallazgos de las excavaciones, se encontraron restos de cerámica, vasos de piedra, inscripciones y muchas figurillas de mujeres desnudas.
En la colina por encima de la aldea de Axos está ubicada la acrópolis, donde hay restos del muro que la rodeaba, así como el Andrión, templo griego dedicado a la diosa Afrodita Astarté y el pritaneo de la polis. También se identificaron tumbas antiguas e incisiones de escritos antiguos en enormes piedras que son posiblemente leyes.
En fuentes literarias antiguas, Axos es citada por Heródoto como una ciudad importante donde reinaba Etearco, padre de Frónima, la cual tuvo un hijo al que se le impuso el nombre de Bato que desempeñó un importante papel, según la tradición, en la fundación de Cirene.
Por otra parte, es mencionada en una lista de las ciudades cretenses citadas en un decreto de Cnosos de hacia los años 259/233 a. C. así como en la lista de las ciudades cretenses que firmaron una alianza con Eumenes II de Pérgamo en el año 183 a. C.
Se conservan monedas acuñadas por Axos fechadas a partir de aproximadamente el año 380 a. C.
A lo largo de la historia la ciudad es mencionada por autores clásicos: Heródoto, Virgilio, Cicerón, Estrabón, Esteban de Bizancio y Cristoforo Buondelmonti. 
En las Argonáuticas de Apolonio de Rodas se identifica Axo como el lugar donde la ninfa Anquíale dio a luz a los Dáctilos del Ida, en una caverna del monte Dicte.
En los períodos romano y bizantino la ciudad prosperó, llegando a ser un importante episcopado, con muchas iglesias. También aparece citada en la lista de 22 ciudades de Creta del geógrafo bizantino del siglo VI Hierocles.